# Rhombophryne minuta
Rhombophryne minuta es una especie de anfibio anuro de la familia Microhylidae. Es una rana endémica de Madagascar donde solo se ha encontrado en el parque nacional de Marojejy. No se sabe mucho de la distribución de esta especie ya que en el pasado se ha confundido con otras especies similares de su género. Es una especie fosorial y terrestre que habita en selvas tropicales. Se considera en peligro de extinción debido a la pérdida de su hábitat natural causada por la agricultura, la deforestación y otras actividades humanas.